# Rex sacrorum
Rex sacrorum o Rex sacrificulus o Rex sacrificus fou el magistrat romà que després de l'establiment de la república va rebre algunes de les funcions religioses que abans corresponien als reis.
El primer rex sacrorum fou designat a petició dels cònsols pel col·legi de pontífexs i el seu mandat inaugurat pels àugurs. Era proclamat als comicis calactis sota la presidència dels pontífexs. Tots els rex sacrorum que van existir en la república foren patricis. El rex sacrorum no tenia cap influència en els afers polítics i per això els plebeus no tenien aspiracions a aquest càrrec; tenia poca importància pels mateixos patricis i algunes vegades no es va nomenar el càrrec i va restar vacant; cap al final de la república la funció havia caigut en desús; August la va reviure i va romandre durant tot l'Imperi fins al temps de Teodosi I el Gran.

## Requisits
Els requisits per a ser un rex sacrorum eren, segons el procediment durant la República:

Ser escollit pel Col·legi de Pontífex per a formar part d'una llista la qual era presentat al pontífex maximus perquè en fes l'elecció definitiva.

Haver nascut de pares casats pel ritual del confarreatio, que era també la forma de matrimoni amb la qual s'havia de casar ell.

La seva esposa havia d'acceptar formar part dels rituals religiosos i rebria el títol de regina sacrorum i la seva unió era tan important que si ella moria abans que ell, el rex sacrorum havia de renunciar al seu càrrec.
 La mateixa situació es donava en la persona del Flamen dialis.

El rex sacrorum i la seva dona havien de viure en un edifici públic, que estava situat a la Via Sacra, prop de la casa de les verges vestals.

## Funcions
El rex sacrorum era teòricament la dignitat religiosa més alta, per damunt del pontífex màxim, però en poder i influència era molt inferior. El càrrec era vitalici i qui el tenia no podia exercir funcions militars o civils, i estava exempt de tot servei.
Les funcions del rex sacrorum eren:

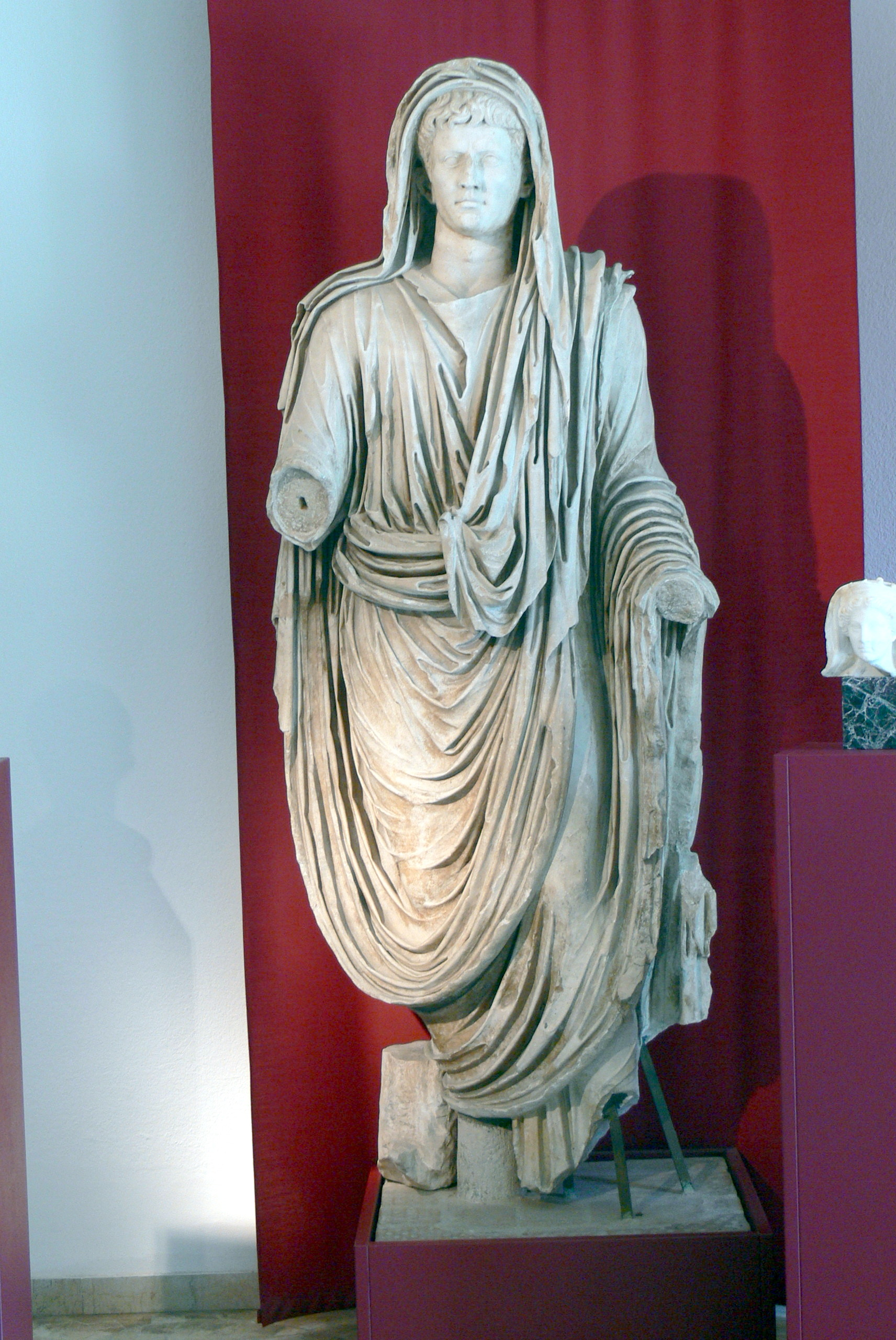
L'emperador August representat portant la toga sacerdotal que cobria el cap.

1. Portar a terme les consagracions públiques
2. Feia les consagracions a Júpiter per les calendes (primer dia) de cada mes i també, pels idus(a mitjan mes). La regina sacrorum feia les mateixes consagracions a Juno).
3. Per les nones anunciava les dates de les festes que se celebrarien aquell mes, al poble reunit en assemblea.
4. El 24 de març i el 24 de maig, celebrava sacrificis en el Comitium.
5. Feia uns sacrificis als comicis en el regifugium.
6. Quan algun portent semblava amenaçar Roma s'encarregava de demanar la protecció dels déus

## La vestimenta distintiva
El rex sacrorum duia toga i calceus, un calçat tou i alt que tapava tot el peu. Com a sacerdot de la religió romana arcaica, feia els sacrificis capite velato (amb el cap tapat per una caputxa).

## Orígens
Hi ha un debat sobre si el rex sacrorum va ser una figura creada durant la república o si, com afirma Arnaldo Momigliano, ja existia durant la monarquia romana.
El rex sacrorum era característic de la religió itàlica i possiblement també de l'etrusca. El títol es troba en ciutats del Latium com Lanúvium, Tusculum o Velitrae. A Roma, el sacerdoci estava deliberadament despolititzat. La seva investidura era presenciada tan sols per la comitia calata, una assemblea convocada expressament. Igual que el flamen dialis, però a diferència dels pontífexs i els augurs, el rex era exclòs de la carrera política i militar. D'aquesta manera, no era considerat un "rei degradat". De fet entrava dins les seves funcions, presidir els rituals sagrats dels cònsols, de manera que eren els únics sacerdots vinculats directament amb el poder polític i el comandament militar.
Va existir també un altre sacerdot romà que portava el títol de rei: el rex Nemorensis.

## La regina sacrorum
Com esposa del rex sacrorum, la regina sacrorum ("reina dels ritus sagrats") era una suma sacerdotessa, i era una figura clau doncs només ella podia fer els rituals que li eren conferits, és a dir, ningú podia substituir-la. Per les calendes de cada mes, la regina presidia el sacrifici a Juno d'una truja o un anyell femella. Tant la rex sacrorum com les vestals eren una excepció dins la religió oficial de Roma, on el lloc tradicional de les activitats religioses de les dones es limitaven a l'àmbit privat o domèstic, mentre que la rex sacrorum complia amb les seves obligacions religioses en públic.

Entre les sacerdotesses però, hi havia algunes diferències. La regina sacrorum i la flaminica Dialis (l'esposa del flamen Dialis o màxim sacerdot de Júpiter) es complementaven amb una parella masculina, amb qui compartien els deures, fet que no es donava en les vestals.
Mentre complia amb els rituals, la regina duia al cap un arculum, una garlanda feta amb branques de magrana lligades amb un fil de llana blanca.
Després de la promulgació de la Lex Canuleia de l'any 445, va ser possible que la regina fos d'origen plebeu.
En inscripcions llatines hi ha registres de noms d'algunes reginae sacrorum, com la Sèrgia Paulina, esposa de Gneu Pinari Corneli Sever, poc abans de l'any 112 i Manlia Fadilla del segle ii o potser començaments del III.